# Sandro Giacobbe
Sandro Giacobbe (Genova, 14 dicembre 1949) è un cantautore italiano.

## Biografia
Sandro Giacobbe è nato nel 1949 a Genova, in una famiglia operaia, da padre siciliano di Mascali, in provincia di Catania, e madre lucana di Genzano di Lucania, in provincia di Potenza, e ha due fratelli. A sedici anni, trascurando gli studi di ragioneria, forma con alcuni amici un gruppo musicale, Giacobbe & le Allucinazioni, e si esibisce nei locali della Liguria.
Ottiene un primo contratto con la Dischi Ricordi ed esordisce nel 1971 con la canzone Per tre minuti e poi..., seguita l'anno successivo da Scusa se ti amo; queste prime incisioni non ottengono però alcun riscontro. Cambia allora casa discografica passando alla CBS, che lo valorizza dapprima come autore, pubblicando quindi alcune sue canzoni cantate da altri artisti, tra cui ottiene un buon successo L'amore è una gran cosa, interpretata da Johnny Dorelli e scelta come sigla della trasmissione radiofonica Gran Varietà.
Il primo 45 giri di successo è del 1974: Signora mia, che partecipa al Festivalbar e dà il nome anche al suo primo album; il brano viene anche inserito nella colonna sonora del film di Lina Wertmüller Travolti da un insolito destino nell'azzurro mare d'agosto, mentre un'altra canzone dell'album, Signora addio, viene interpretata anche da Gianni Nazzaro.
Seguono l'anno dopo Il giardino proibito (45 giri e album) e Io prigioniero, con cui partecipa e vince la Gondola d'Oro di Venezia. Il 1976 è l'anno del boom: arriva terzo al Festival di Sanremo con Gli occhi di tua madre e ottiene un buon successo in estate con Il mio cielo, la mia anima: inoltre partecipa come autore allo Zecchino d'Oro con la canzone Sette note per una favoletta. Nel 1977 esce l'album Bimba; nel 1978 Lenti a contatto, a cui segue la seconda partecipazione come autore allo Zecchino d'Oro con E l'arca navigava. Nel 1979 con Mi va che ci sei torna il successo popolare bissato l'anno successivo da Notte senza di te e soprattutto da Sarà la nostalgia del 1982 che si afferma come una delle hit più acclamate dell'anno e che sarà in seguito cantata anche dal tedesco Nino De Angelo.
Nel 1983 è di nuovo a Sanremo con la delicata Primavera, mentre l'anno dopo ottiene ancora un successo con Portami a ballare, gettonatissimo brano estivo presentato a Un disco per l'estate. Successivamente dirada l'attività discografica dedicandosi principalmente ai concerti e alle iniziative di solidarietà e sport legate alla Nazionale cantanti della quale è difensore centrale e in seguito promosso ad allenatore. Nel 1985 partecipa per la terza e anche ultima volta come autore allo Zecchino d'Oro con il brano Il sole e il girasole.
Nel 1990 torna in gara al Sanremo cantando Io vorrei, che dà il titolo al nuovo disco, pubblicato dalla Carosello. Nel 2003 partecipa al Festival di Viña del Mar, in Cile, con il brano E passa il tempo e ottiene il secondo posto tra i Big. Nel 2005 partecipa al programma Premiata Teleditta 3 - Non sono repliche, nella parodia di Top of the Pops, con la sua canzone Gli occhi di tua madre. Nel 2008 il comico Antonio Albanese usa la sua hit Il mio cielo, la mia anima come canzone d'accompagnamento per il suo personaggio Cetto La Qualunque nel programma televisivo Che tempo che fa.
È stato l'autore della colonna sonora della sit-com brasiliana Amico Bet, interpretata da Stefano P. Bet.
Nel 2009 pubblica l'album Vuoi ballare?. Nel 2010 pubblica per la Sony il CD Tutta la vita, corredato da un video. Nel 2011 esce, edito dalla sua etichetta Airone Music, il singolo Sei musica, anch'esso con video.
Nel dicembre 2014 partecipa come concorrente VIP al lancio del quiz televisivo di Pupo sul canale Agon Channel.
Dal 2014 al 2016, dopo essere stato al Monilia in Terza Categoria sul finire degli anni novanta, è l'allenatore in Prima Categoria del neonato Rupinaro Sport, squadra di Chiavari con presidente don Fausto Brioni e nella quale gioca suo figlio Andrea che per l'occasione ha anche scritto e cantato l'inno Un grande sogno. L'altro suo figlio, Alessandro, ha giocato anche in Eccellenza e al 2024 allena la Sammargheritese in Promozione.
Nel gennaio 2015 pubblica il singolo Ali per volare interpretato insieme alla sua partner Marina Peroni, con etichetta Airone Music e distribuzione Music Universe a.c.m.
Allo Stadio comunale di Chiavari il 12 aprile di quell'anno si è svolta una partita benefica tra la Nazionale Cantanti allenata da lui e Tigullio Grande Cuore con in campo anche il figlio Andrea. Un altro incontro organizzato da Giacobbe si è svolto sempre a Chiavari il 24 agosto 2018 e ha visto sfidarsi la Nazionale italiana della solidarietà e i Campioni del cuore.
Nel gennaio 2019 dedica il suo nuovo singolo Solo un bacio ai figli delle vittime della tragedia del ponte Morandi di Genova. Nasce poi il progetto NOI PER VOI: si tratta di raccogliere fondi, attraverso un paio di partite di calcio e due concerti di Sandro, destinati a cinque famiglie per un totale di undici minori, tre genovesi, una napoletana e una moldava, che hanno perso il capofamiglia nella tragedia del Ponte Morandi. Il ricavato, circa 25 000 euro, è stato diviso e donato alle cinque famiglie in parti uguali.
Nel 2020 nasce un nuovo lavoro con la collaborazione di Don Backy: il titolo del brano, scritto a quattro mani, è Genova, una dichiarazione d'amore alla città raccontata con un videoclip girato nel centro del capoluogo ligure. Il 23 aprile 2021 esce il nuovo singolo Il nostro tempo, composto da Sandro con la collaborazione al testo di Marina Peroni.
L'8 ottobre 2022 si sposa con Marina Peroni a Cogorno.
A inizio 2023 esce Lettera al gigante, singolo scritto dal figlio Andrea.
Il 6 aprile 2024 si esibisce in concerto al Teatro di Cicagna in occasione dell'anniversario dei 50 anni dall'uscita di Signora mia, uno dei suoi maggiori successi.
Conta 375 partite e 4 gol con la Nazionale Italiana Cantanti, della quale, dal 2001 è anche l'allenatore. Fa parte del Consiglio Direttivo, collaborando con il Presidente Ruggeri e il Direttore Generale Gianluca Pecchini, alla realizzazione degli attuali e futuri progetti della N.I.C.

## Citazioni
- Viene citato da Elio e le Storie Tese nella canzone Supergiovane con la frase: «Vedo un quacchecosa sul giubbotto, poi c'è scritto che c'è scritto? SG. Chevvordì? Che è, Sandro Giacobbe? Impossibile, Sandro non ha lo spessore».
- Viene citato in una battuta da Diego Abatantuono in Prestami tua moglie, film del 1980 di Giuliano Carnimeo.

## Discografia

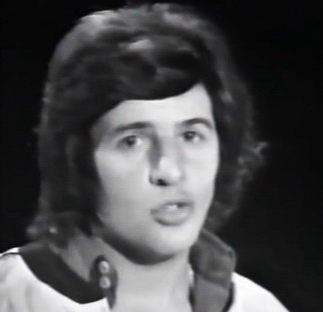
Sandro Giacobbe in Adesso musica (1974)

### Album in studio
- 1974 – Signora mia (CBS, CBS 65847) (33 giri)
- 1975 – Il giardino proibito (CBS, CBS 69115) (33 giri)
- 1976 – Metto all'asta... (CBS, CBS 81312) (33 giri)
- 1977 – Bimba (CBS, CBS 81962) (33 giri)
- 1978 – Lenti a contatto (CGD, CGD 20067) (33 giri)
- 1979 – Mi va che ci sei (CGD, CGD 20142) (33 giri)
- 1980 – Notte senza di te (CGD, CGD 20231) (33 giri)
- 1983 – Sandro Giacobbe (Fonit Cetra, LPX 114) (33 giri)
- 1985 – Come va... ed altre storie (Fonit Cetra, LPX 144) (33 giri)
- 1987 – Nuove emozioni (Circus CRLP 10-1 -1987) (33 giri)
- 1990 – Io vorrei (Carosello, CLN 25143)
- 1991 – Sulla mia stessa strada (Carosello, CLN 25150) (33 giri)
- 1992 – Le donne (Carosello, CDCLN 25160) (33 giri)
- 1994 – E...venti (Pull, 37-478038-10) (CD)
- 1998 – Il meglio (D.V. More Record, CDDV 6284) (CD)
- 2007 – Vuoi ballare (Zeta Live, 0308) (CD)
- 2008 – Trentacinque (Airone Music, AIR 1004) (CD)
- 2011 – Sei musica (Airone Music, Air 1007) (CD)
- 2013 – Insieme noi (Airone Music, Air 1008) (CD)
- 2015 – Ali per volare (Airone Music, Air 1009) (CD)
- 2019 – Solo un bacio (Airone Music, Air 1019) (CD)
- 2024 - Signora mia sapessi...50 volte ti ho sognata (Airone Music)

### Singoli
- 1971 – Per tre minuti e poi.../Giorni d'amore, io e te (Ricordi, SRL 10-623) (come Giacobbe) (7")
- 1972 – Scusa se t'amo/Un ricordo (Ricordi, SRL 10-677) (come Giacobbe) (7")
- 1973 – Anche per me/Ho già scelto lei (CBS), CBS 1575) (7")
- 1974 – Signora mia/La stanza del sole (CBS, CBS 2230) (7")
- 1975 – Il giardino proibito/Circostanze (CBS, CBS 3049) (7")
- 1975 – Io prigioniero/Mary Claire (CBS, CBS 3657) (7")
- 1976 – Gli occhi di tua madre/Dieci anni fa (CBS, CBS 4043) (7")
- 1976 – Il mio cielo, la mia anima/Io mi perderò (CBS, CBS 4456) (7")
- 1977 – Bimba/Ieri (CBS, CBS 5207) (7")
- 1978 – Volare via/Nina (CGD, CGD 10097) (7")
- 1979 – Blu/Canzonaccia (CGD, CGD 10165) (7")
- 1979 – Mi va che ci sei/Che cosa si fa (CGD, CGD 10203) (7")
- 1980 – Notte senza di te/Decidi tu (CGD, CGD 10282) (7")
- 1981 – Questa sera così chiara/Ti voglio (Fonit Cetra, SP 1757) (7")
- 1982 – Sarà la nostalgia/Una mattina (Fonit Cetra, SP 1773)
- 1983 – Primavera/Acqua di mare (Fonit Cetra, SP 1788) (7")
- 1984 – Portami a ballare/Motel (Fonit Cetra, SP 1817) (7")
- 1985 – Come va/Sospeso nel cielo (Fonit Cetra, SP 1832) (7")
- 1987 – Una canzone per te/Stai (Circus Record, CRNP 30-1) (7")
- 1989 – Posso ancora volare/Storie (EMI, 062034677) (7")
- 1990 – Io vorrei/Io vorrei (strumentale) (Carosello, CI 20562) (7")
- 1991 – Pensieri e parole (Carosello, CA 6) (CD single)
- 2020 - Genova  (Airone Music, Air 1020) (CD)
- 2021 - Il nostro tempo (Airone Music, Air 1021) (CD)
- 2023 - Lettera al gigante